# Eupithecia abdera
Eupithecia abdera es una especie de insectos lepidópteros, más concretamente de polillas, perteneciente a la familia de geométridos. La especie fue descrita por Claude Herbulot, habiendo sido descrita en 1987. Se distribuye en Ecuador, donde el holotipo, un espécimen macho adulto, fue recolectado a una altitud de 3400 metros (11 154,9 pies) sobre el nivel del mar.